# Força centrípeta

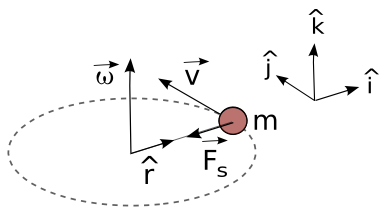
força centrípeta, vector unitari en la direcció i sentit del radi, velocitat, massa del mòbil, velocitat angular.

Una força centrípeta és la força causant de l'acceleració normal que presenta una massa en descriure una trajectòria curvilínia. La direcció i el sentit del vector força centrípeta, en cada punt, són els de la perpendicular a la trajectòria curvilínia del mòbil que es dirigeix vers el centre de curvatura de la trajectòria, i el seu mòdul (intensitat) és donat per l'expressió:
{\displaystyle F_{c}=m{\frac {v^{2}}{\rho }}}
on {\displaystyle F_{c}} és la força centrípeta, {\displaystyle m} és la massa del mòbil, {\displaystyle v} és la seva velocitat i {\displaystyle \rho } és el radi de curvatura de la trajectòria. En el cas del moviment circular, el centre de curvatura és fix, ja que correspon al centre de la circumferència descrita, i el radi de curvatura és el radi de la circumferència {\displaystyle \rho =r}. En aquest cas l'expressió vectorial (el sentit de la força centrípeta és cap al centre del cercle, contrari al sentit del radi, per tant, {\displaystyle -{\vec {r}}}) i el mòdul són:
{\displaystyle {\vec {F}}=-m{\frac {v^{2}}{r^{2}}}{\vec {r}}=-m{\frac {v^{2}}{r}}{\widehat {r}},\quad \quad \quad F=m{\frac {v^{2}}{r}}}

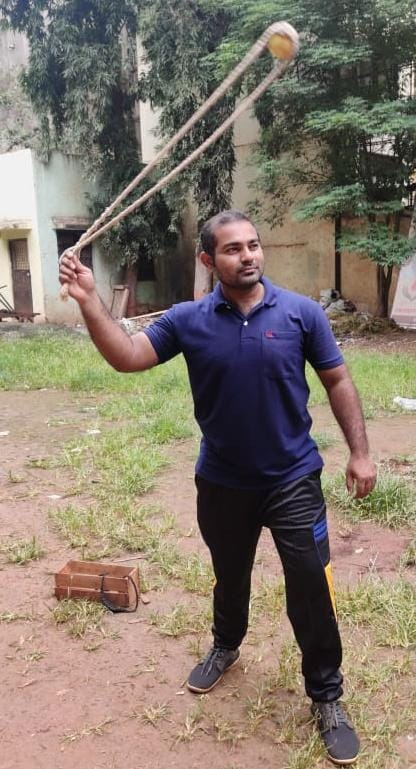
Foner fent girar la fona. La força centrípeta en aquest cas és la tensió de la corda.

La força centrípeta té direcció i sentit cap al centre de curvatura, i forma un angle recte amb el vector desplaçament. El físic neerlandès Christiaan Huygens va fer la descripció matemàtica de la força centrífuga el 1659, que aprofità l'anglès Isaac Newton per deduir l'expressió de la força centrípeta, que ell definí. Newton donà un exemple important de força centrípeta pres del filòsof francès René Descartes, una pedra que hom fa girar dins una fona. La pedra tendeix naturalment a sortir disparada per la tangent, però és retinguda per la força de la mà, que estira constantment el cos cap endins, cap al centre, per mitjà de la corda. Newton anomenà tal força «centrípeta» perquè «és dirigida cap a la mà com cap al centre d'una òrbita». I després asseverà audaçment que el cas és el mateix per a «tots els cossos que són fets moure en òrbites». Tots tendeixen a sortir disparats «en línies rectes amb moviment uniforme» tret que hi hagi una força.
L'adjectiu «centrípeta» prové de centri—, forma prefixada de centre i de la forma sufixal llatina —peta, del llatí petĕre ‘adreçar-se, encaminar-se vers’.

## Relacions
La magnitud de la força centrípeta en un objecte de massa {\displaystyle m} que es mou amb una velocitat tangencial {\displaystyle v} seguin una trajectòria curvilínia amb un radi de curvatura {\displaystyle \rho } és:
{\displaystyle F_{c}=ma_{c}=m{\frac {v^{2}}{\rho }}}
on {\displaystyle a_{c}} és l'acceleració centrípeta.

La direcció de la força és la del radi de curvatura i el sentit cap al centre de curvatura de la corba en què es mou l'objecte, o la circumferència osculadora (el cercle que millor encaixa amb la trajectòria local de l'objecte, si la trajectòria no és circular). La velocitat a la fórmula està elevada al quadrat, així que el doble de velocitat requereix quatre cops la força. La relació inversa amb el radi de curvatura mostra que la meitat de la distància radial necessita el doble de força.

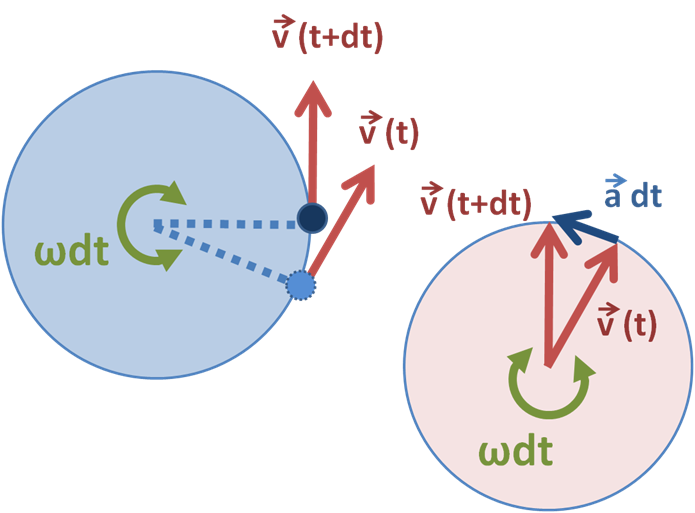
Diagrama amb les variables que apareixen al desenvolupament de la fórmula.

### Derivació
Sigui un mòbil que descriu una trajectòria circular de radi {\displaystyle {\vec {r}}} amb una velocitat constant en mòdul (moviment circular uniforme). La velocitat és funció del temps i es representa a la figura adjunta per {\displaystyle {\vec {v}}(t)}. Quan hagi passat un interval de temps {\displaystyle dt} la velocitat serà {\displaystyle {\vec {v}}(t+dt)} i el mòbil haurà descrit un angle {\displaystyle \Delta \theta } entre els radis {\displaystyle {\vec {r}}(t)} i {\displaystyle {\vec {r}}(t+dt)}. L'angle entre els dos vectors velocitat serà el mateix, ja que es mantenen perpendiculars al radi en tot moment. Així radis i velocitats formen triangles isòsceles semblants amb bases {\displaystyle \Delta r} i {\displaystyle \Delta v} que es poden relacionar:
{\displaystyle {\frac {\Delta v}{v}}={\frac {\Delta r}{r}}\quad \quad \quad o\quad \quad \quad {\frac {\Delta v}{\Delta r}}={\frac {v}{r}}}

En el moviment d'un satèl·lit en una òrbita de radi la força centrípeta prové de l'atracció gravitatòria entre la massa del satèl·lit i la massa central. és la constant de la gravitació.

El desplaçament que s'ha produït si el temps tendeix a zero ({\displaystyle \Delta t\rightarrow 0}) serà molt petit i hom pot aproximar-lo a l'arc de la circumferència ({\displaystyle \Delta r\rightarrow \Delta s}). Com que la velocitat és constant serà {\displaystyle v=\Delta s/\Delta t} i es pot substituir a l'anterior equació:
{\displaystyle {\frac {\Delta v}{\Delta r}}={\frac {v}{r}},\quad \quad \quad {\frac {\Delta v}{\Delta s}}={\frac {v}{r}},\quad \quad \quad {\frac {\Delta v}{v\Delta t}}={\frac {v}{r}}}
Reordenant hom obté l'acceleració centrípeta:
{\displaystyle {\frac {\Delta v}{\Delta t}}={\frac {v^{2}}{r}},\quad \quad \quad a_{c}={\frac {v^{2}}{r}}}

En l'àtom d'hidrogen el protó, situat al nucli, exerceix una força centrípeta sobre l'electró la qual naturalesa és la força de Coulomb, on és la constant elèctrica, i les càrregues de protó i electró, el radi de l'òrbita i un vector unitari de direcció i sentit del radi.

Finalment, aplicant la segona llei de Newton hom arriba a l'expressió de la força centrípeta:

El moviment circular d'una càrrega elèctrica en el si d'un camp magnètic amb una velocitat la força centrípeta és deguda a la força de Lorentz.

{\displaystyle F_{c}=ma_{c}=m{\frac {v^{2}}{r}}}

### Relació amb la velocitat angular
La força centrípeta de vegades és millor escriure-la en termes de la velocitat angular {\displaystyle \omega } de l'objecte al voltant del cercle, relacionada amb la velocitat tangencial a través de la fórmula:
{\displaystyle v=\omega r}
pel qual:
{\displaystyle F=mr\omega ^{2}}
Expressada amb el període orbital {\displaystyle T} per una volta al cercle {\textstyle \omega ={\frac {2\pi }{T}}\,}l'equació esdevé:
{\displaystyle F=mr\left({\frac {2\pi }{T}}\right)^{2}}

### Relació amb la massa relativista
En acceleradors de partícules camps magnètics exerceixen una força centrípeta per la força de Lorentz sobre les càrregues elèctriques en moviment. En aquests dispositius les velocitats poden ser properes a la velocitat de la llum al buit. En aquesta situació el cos exerceix ara una major inèrcia (massa relativista) que la massa en repòs de la càrrega en moviment {\displaystyle m_{0}} i, per tant, necessita una força superior per aconseguir la mateixa acceleració centrípeta, pel que l'equació esdevé:
{\displaystyle F=\gamma m_{0}{\frac {v^{2}}{r}}}
on {\textstyle \gamma ={\frac {1}{\sqrt {1-v^{2}/c^{2}}}}} s'anomena factor de Lorentz.
De forma més intuïtiva:
{\displaystyle F=\gamma m_{0}v\omega }

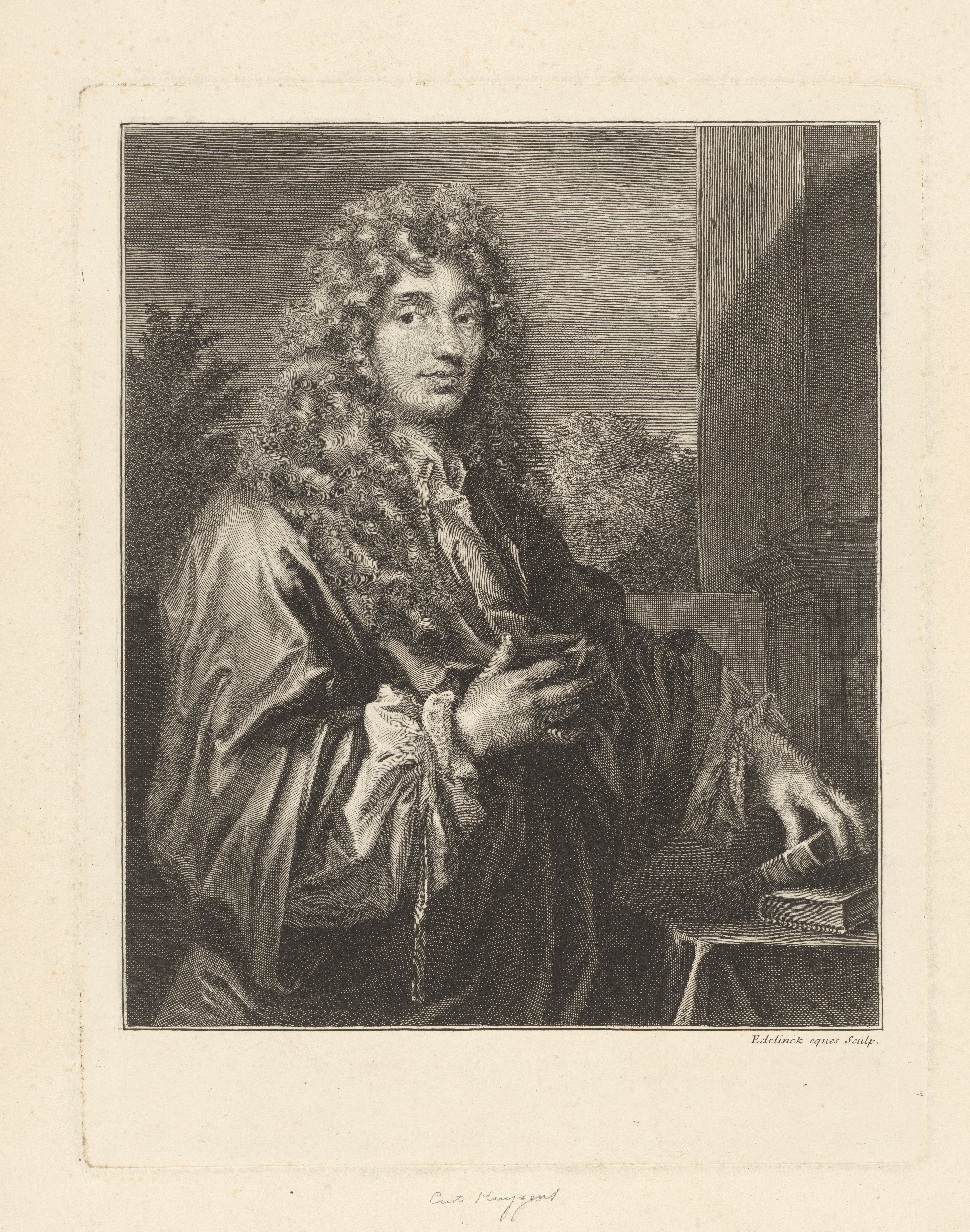
Christiaan Huygens.

que indica com canvia el moment lineal relativista ({\displaystyle \gamma m_{0}v}).

## Història
L'interès dels científics a dilucidar el moviment curvilini es degué, naturalment, a la necessitat de comprendre el moviment planetari a partir de les seves causes, tal com proposà l'astrònom i matemàtic Johannes Kepler (1571-1630). El punt de vista del filòsof francès René Descartes (1596-1650) i del científic holandès Christiaan Huygens (1629-1695) fou que la «força centrífuga» (terme encunyat per Huygens en el seu tractat Horologium Oscillatorium, publicat el 1673), originada pel moviment curvilini dels planetes els allunyaria, llevat que el Sol els retingués per alguna altra força. El 1673 Huygens calculà, a més, que la força centrífuga circular era proporcional al quadrat de la velocitat i inversament proporcional al radi del cercle.

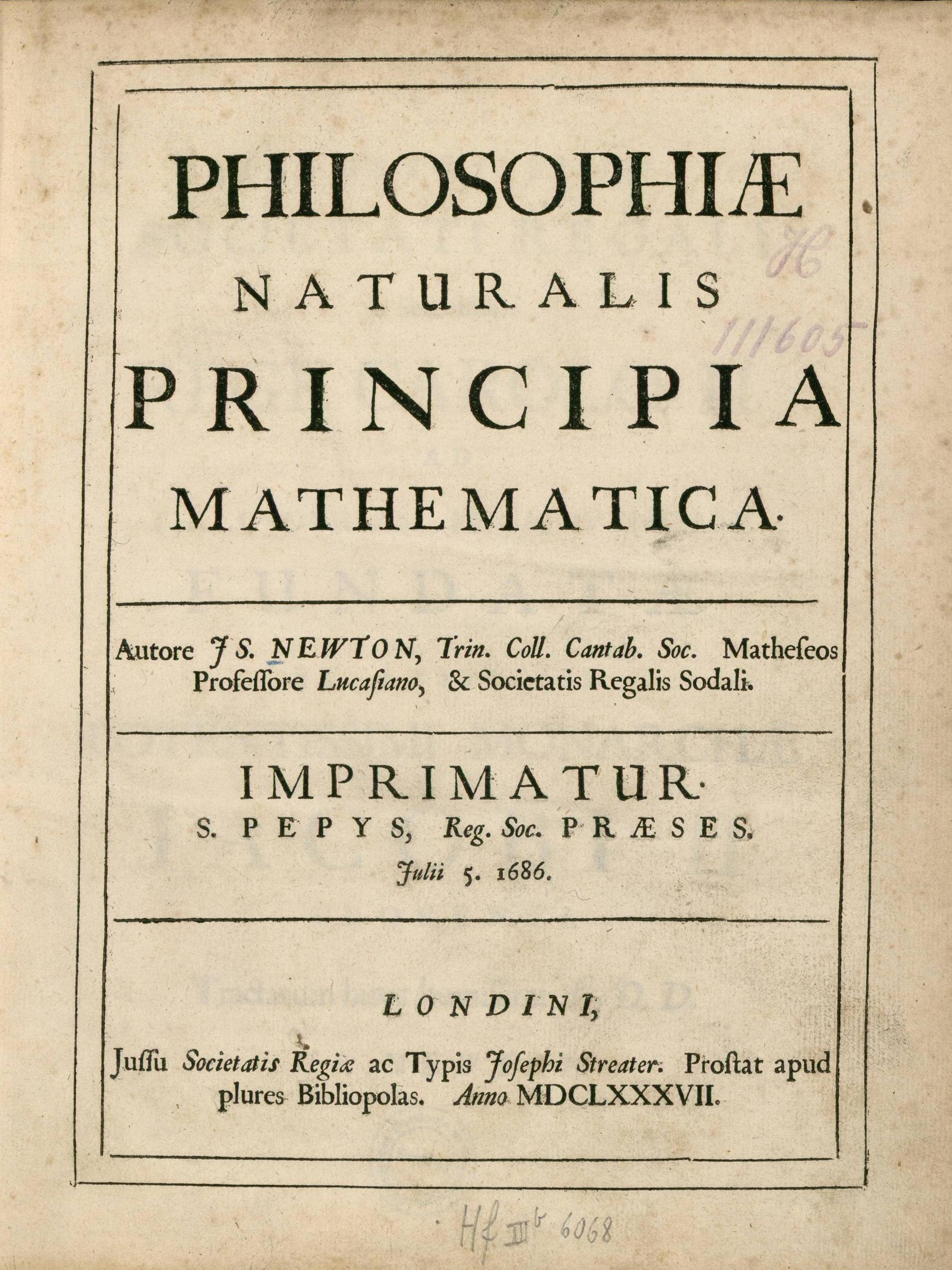
Philosophiae Naturalis Principia Mathematica, el llibre de Newton on es defineix per primera vegada la força centrípeta.

De fet, un planeta subjecte a un equilibri tal de forces —una de centrífuga i una altra cap al centre—, a la llum de la teoria newtoniana, hauria hagut de seguir una trajectòria rectilínia, si la llei d'inèrcia de Descartes era correcta. El primer que feu un pas endavant en l'anàlisi del moviment dels planetes fou l'anglès Robert Hooke (1635-1703), qui generalitzà el mètode d'anàlisi emprat pel toscà Galileo Galilei (1564-1642) en el cas dels projectils, els quals, segons demostrà, descriuen trajectòries parabòliques. L'essència del mètode consisteix a considerar que el moviment observat en cada punt és la resultant, segons la llei del paral·lelogram, de la composició de dos moviments: l'un al llarg de la tangent a la trajectòria, verificant la llei d'inèrcia (primera llei de Newton), i l'altre que tiba els planetes cap al Sol, apartant-los contínuament de la tangent. Hooke revelà aquest mètode d'anàlisi a l'anglès Isaac Newton (1642-1727) entre 1679 i 1680, alhora que li demanà que estudiés les propietats de la corba descrita per un cos sotmès a una potència atractiva central que el desviés del seu moviment inercial al llarg de la tangent, quan la intensitat de la força variava en proporció inversa al quadrat de les distàncies. Hooke hagué de recórrer a Newton perquè mancava de la capacitat i els coneixements matemàtics que caracteritzaren Newton.
Newton  anomenà aquesta força «centrípeta» en honor a Huygens i aconseguí demostrar que la força amb la qual el Sol atreia els planetes (la llei de gravitació universal) era una força centrípeta proporcional al quadrat de la velocitat i inversament proporcional al radi de curvatura a partir de la segona llei de Kepler o llei de les àrees. Ho publicà al seu llibre Philosophiae Naturalis Principia Mathematica (1687). Els filòsofs naturals continentals —notablement Huygens i Leibniz— rebutjaren la ciència newtoniana del moviment perquè s'apartava de la condició estricta que les forces només havien de produir-se per l'acció de la matèria en contacte amb la matèria; rebutjaren la noció de força centrípeta, tal com la postulà Newton, perquè aquesta «força» actua a distància i no és produïda per la matèria en contacte amb la matèria.